# SMS Fürst Bismarck (1897)
Броненосный крейсер «Фюрст Би́смарк» (нем. Fürst Bismarck) — первый броненосный крейсер германского императорского флота времён до Первой мировой войны. Проект получился неудачным и продолжения не имел. Вместо этого был заложен существенно отличающийся крейсер «Принц Генрих».

## Проектирование и постройка
При создании проекта учитывалось, что кораблю придётся служить в колониях, и то, что его противниками могут оказаться сравнительно крупные крейсеры с броневой защитой. Поэтому крейсер должен иметь мощную артиллерию и хорошую защиту. Из-за этих требований водоизмещение крейсера оказалось весьма значительным — лишь ненамного меньше, чем у германских броненосцев того времени. Видимо из-за этого появилась весьма распространённая версия того, что проект крейсера являлся слегка изменённой копией одного из немецких броненосцев. На самом деле, это было не так. Проект являлся самостоятельной разработкой, но поскольку это был броненосный корабль, он не мог не иметь какой-то общности с броненосцами.
Ещё одной причиной появления этой версии было то, что после постройки «Furst Bismarck» немецкое командование отказалось от постройки больших крейсеров для колоний. Следующие крейсера строились для Северного моря, были меньше размерами и их никак нельзя были сравнивать с увеличившимися броненосцами.
«Furst Bismarck» оказался «выпавшим из общего ряда» немецких броненосных крейсеров — и потому иностранные специалисты сразу вписали его к разряд «уменьшенной копии броненосца», чему способствовала низкая, совсем не крейсерская скорость.

## Конструкция

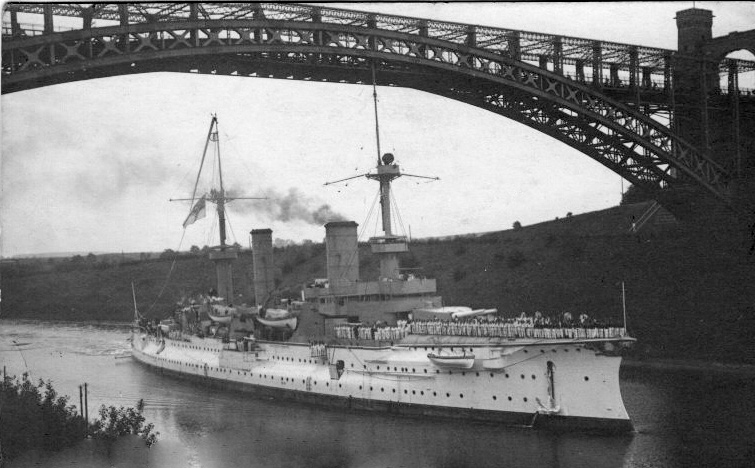
SMS Furst Bismarck до Первой мировой войны.

Первый броненосный крейсер разработанный для немецкого флота, Fürst Bismarck был крупнее крейсеров типа «Виктория Луизе» почти в два раза и имел значительно более мощное вооружение. Он должен был заменить корвет с закрытой батареей «Лейпциг» 1874—1877 гг. постройки. Корабль предназначался для использования за рубежом, в частности в поддержку немецких колоний в Азии и Тихого океана. Несмотря на противодействие политической оппозиции, новый корабль был утверждён рейхстагом, и был заложен как «Эрзац „Лейпциг“» с заводским № 23 в 1 апреля 1895 года на казённой верфи в Киле. Fürst Bismarck, названный в честь известного немецкого канцлера Отто фон Бисмарка, вошёл в строй 1 апреля 1900 года и обошёлся в 18 945 000 марок.

### Вооружение
На крейсере стояли четыре 240 мм пушки (такие же как на броненосцах типа «Кайзер») в двухорудийных башнях в носовой и кормовой части, по существу не являлись «скорострельными», хотя и назывались скорострельными морскими орудиями. Орудия имели угол возвышения 30°, угол склонения 4°. Это позволяло вести огонь на 16 900 м. Боезапас главного калибра включал в себя 78 выстрелов на ствол — в сумме до 312 снарядов и зарядов. Орудия стреляли двумя типами снарядов одинакового веса по 140 кг, делая до полутора выстрела в минуту. Практическая скорострельность составляла 2 выстрела в 3 минуты. 240 мм орудия имели одинаковую скорострельность с 343 мм орудиями броненосцев типа «Роял Соверен», чуть медленнее 305 мм орудий броненосцев типа «Маджестик» и в 3 раза медленнее 234-мм орудий броненосных крейсеров типа «Кресси», которые стреляли более тяжелыми 172,4 кг снарядами.
Средний калибр составляли двенадцать 150 мм орудий, шесть из которых находились в казематах, 6 в башнях. Эти орудия стреляли бронебойными снарядами со скорострельностью около 5 выстрелов в минуту. На каждое орудие приходилось 120 выстрелов, в сумме 1440. Стволы поднимались на 20° и опускались на 7°. Максимальная дальность — 13 700 м. Как и на броненосцах типа «Кайзер» артиллерия среднего калибра стала едва ли не главным оружием корабля для стрельбы по морским целям.
Противоминный калибр составляли десять 88 мм/30 С89 скорострельных пушек, размещённых в казематах, которые делали до 15 выстрелов в минуту на расстояние до 37,7 каб. (6980 м) и имели угол возвышения 20°, угол склонения 10°. Эти орудия наводились вручную.
Для вооружения десантных партий на крейсере имелось 297 винтовок Mod. 88 и 80 револьверов Mod. 79.
Также корабль имел шесть (пяти подводных и один надводный) 450 мм подводных торпедных аппаратов, с общим боекомплектом из 16 торпед C45/91S.

### Бронирование
Крейсер нёс броню Круппа и был бронирован по французской системе бронирования — «всё или ничего». Толщина брони пояса изменялась, как по протяжённости, так и по высоте. Толщина нижней кромки пояса в скобках. Имели 200(100) мм пояс в миделе, 100 мм в носовой части и 100 мм в кормовой. Плиты броневого пояса установили на 150-200-мм прокладку из тикового дерева и крепили гужонами. Палуба была покрыта 50 мм бронёй. Носовая боевая рубка имела броню в 200 мм со всех сторон и 30 мм на крыше, кормовая 100/30. Орудийные башни главного калибра были защищены 200 мм бортовой бронёй и 40 мм крышей. Башни среднего калибра имели 100 мм бортовую броню и 70 мм бронирование крыши. Казематы имели броню в 100 мм.

### Силовая установка
Три 4-х цилиндровые паровые машины тройного расширения вращали три винта различного диаметра: средний трёхлопастной ⌀ 4,4 м, два бортовых трёхлопастных ⌀ 4,8 метровых. При рабочем давлении пара 12 кГс/см², суммарной работе трёх паровых машин, числе оборотов вала в среднем 115 об/мин и искусственной тяге развиваемая ими мощность должна была составить 13 500 л. с. и обеспечивать скорость 18,5 узлов(18,7).
Цилиндры паровых машин имели диаметры 940 мм, 1460 мм, 1600 мм и 1600 мм, длина хода поршней была одинаковой — 950 мм. Отношение объёмов цилиндров: высокого: среднего: низкого давления равнялось как 1 : 2,41 : 5,79; среднего: низкого — 1 : 2,40.
Рабочее давление пара составляло 12 атм. Общая площадь нагревательной поверхности котлов равнялась 3732 м², площади колосниковых решёток 91,2 м². Пар вырабатывали 12 котлов: четыре Торникровта или Шульца поверхность нагрева составляла 1620 м² и восемь цилиндрических огнетрубнных, поверхность нагрева которых составляла 2112 м².
При испытаниях на мерной миле «Fürst Bismarck» развил ход 18,7 узла при частоте вращения гребных валов 113 об/мин и форсированной мощности 13 622 л. с. (увеличение на 1 %), при расходе угля 236 т/сут.
Нормальный запас топлива 900 т, максимальный — 1400 (1330) т. Дальность плавания составляла 4560 миль на ходу 10 узлов при максимальном запасе.
Электроэнергию крейсеру обеспечивали пять динамо-машин общей мощностью 325 кВт, напряжением 110 вольт.

## Модернизации
В 1910 году на казённой верфи начался давно назревший капитальный ремонт и модернизация корабля. В частности, уменьшались углы обстрела башен среднего калибра, заменялись легкими прежние мачты; вместо шлюпочных кранов поставили лёгкие грузовые стрелы, наконец, демонтировали не оправдавшую себя рулевую рубку. Все эти работы не улучшили его боевых качеств и были свёрнуты в связи с начавшейся войной к 28 ноября 1914 года. В дальнейшем корабль больше не привлекался к активной службе.

## История

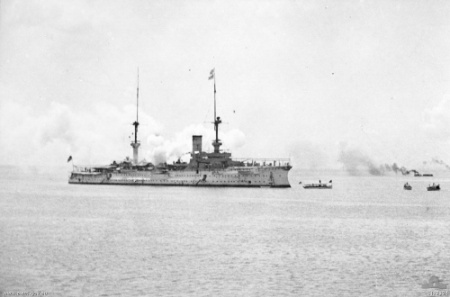
Furst Bismarck в порту Манилы

Боксёрское восстание в Китае не оставляло времени на проведение всесторонних испытаний корабля. 30 июня 1900 г. крейсер вышел из Киля на Дальний Восток для усиления немецкой Азиатской базы, находящейся в Китае. 30 августа «Фюрст Бисмарк» был уже в Циндао. В 1903 году на крейсере поднял флаг командующий крейсерской эскадры адмирал Гайслер.
В 1907 году Восточная эскадра, кроме «Фюрста Бисмарка», состояла только из двух малых крейсеров «Ниобе» и «Аркона». Только в 1909 г, через 9 лет заграничного плавания «Бисмарк» был отозван на родину когда его в Циндао сменил «Scharnhorst». По возвращении в Киль, 26 июня 1909 года корабль вывели из состава первой линии флота.

## Оценка проекта
«Фюрст Бисмарк» оказался «выпавшим из общего ряда» немецких броненосных крейсеров — и потому иностранные специалисты сразу вписали его к разряд «уменьшенной копии броненосца», хотя его проект представлял собой увеличенный и более мощный крейсер «Виктория Луизе».
«Фюрст Бисмарк» был крейсером только по названию, фактически он представлял собой немного изменённую копию соответствующего ему типа эскадренного броненосца, у которого для того чтобы называться крейсером не хватало важного фактора: превосходства в скорости над современными броненосцами. Большинство специалистов считали его броненосцем 2-го класса, таким как HMS Renown или тип Пересвет, но сами немцы считали его увеличенным вариантом крейсеров типа «Виктория Луизе».